# Jules Furthman
Jules Furthman (Chicago, 5 maart 1888 - Oxford, 22 september 1966) was een Amerikaanse journalist en scenarioschrijver.

## Leven en werk

### Jaren tien en twintig (tot 1927)
Furthman werd geboren in Chicago. Zijn oudere broer Charles (1884-1936) werd ook schrijver. Vanaf 1910 werkte Furthman als journalist voor dag- en weekbladen. Tijdens de Eerste Wereldoorlog nam hij het pseudoniem Stephen Fox aan omdat hij zijn echte naam te Duits vond klinken.
In de periode 1917-1919 werkte Furthman intens aan de scenario's van twaalf middellange films van Henry King waarin William Russell meestal de hoofdrol speelde. Onmiddellijk daarna schreef hij het scenario voor vier films van Maurice Tourneur tijdens diens Amerikaanse periode (1914-1926). Hij deed dat twee keer samen met acteur John Gilbert, een beschermeling van Tourneur. Uit diezelfde tijd dateert zijn werk voor twee vroege middellange John Ford-films. In het midden van de jaren twintig zette hij zijn samenwerking met Henry King verder met het scenario van drie dramafilms.

### Vruchtbare late jaren twintig en jaren dertig
Vanaf het einde van de jaren twintig schreef Furthman regelmatig scenario's voor Josef von Sternberg en Victor Fleming. In vijf jaar tijd tekende hij voor 5 scenario's voor Fleming en voor 7 scenario's voor von Sternberg, waaronder klassiekers als The Docks of New York (1928), Shanghai Express (1932) en Blonde Venus (1932).
In 1936 schreef Furthman met het scenario van Come and Get It voor het eerst voor Howard Hawks. Wat later volgde zijn scenario voor Hawks' romantisch drama Only Angels Have Wings (1939).
In deze drukke periode deden andere belangrijke regisseurs als Lewis Milestone, Raoul Walsh, Henry Hathaway, George Cukor en weeral eens Henry King eveneens een beroep op Furthmans schrijftalent.

### Jaren veertig
Vanaf de jaren veertig nam Furthmans productiviteit af. Een hoogtepunt vormden nog zijn scenario's voor twee klassiek geworden films noirs van Hawks. Samen met William Faulkner verzorgde hij het scenario van To Have and Have Not (1944), naar de gelijknamige roman van Ernest Hemingway, en van The Big Sleep (1946), gebaseerd op de gelijknamige roman van Raymond Chandler. De energieke, soms brutale romantische dialogen van de hand van Furthman en Faulkner droegen aanzienlijk bij tot het ontstaan van het iconisch filmkoppel Bogart-Bacall.
Vermeldenswaardig waren ook nog zijn scenario's voor de dankzij de boezem van actrice Jane Russell spraakmakende western The Outlaw (1943) en voor de donkere, broeierige en misantropische film noir Nightmare Alley (1947).

### Jaren vijftig
Furthman nam afscheid van de filmwereld met scenario's voor twee cineasten die hem nauw aan het hart lagen:  voor von Sternbergs Koude Oorlogfilm Jet Pilot (1957) en Hawks western Rio Bravo (1959). Beide films toonden John Wayne op het hoogtepunt van zijn kunnen.

### Privéleven
In 1920 trouwde Furthman met de stomme film-actrice Sybil Seely. Seely verwierf bekendheid dankzij de vijf films die ze draaide met en onder Buster Keaton (onder meer One Week uit 1920). In 1921 beviel ze van een zoon en het jaar daarop maakte ze een einde aan haar acteercarrière. Het koppel bleef samen tot aan Furthmans overlijden.
Furthman overleed in 1966 op 78-jarige leeftijd aan een hersenbloeding.

## Filmografie
- 1915 - Steady Company (Joseph De Grasse)
- 1915 - Bound on the Wheel (Joseph De Grasse)
- 1915 - Mountain Justice (Joseph De Grasse)
- 1917 - Souls in Pawn (Henry King)
- 1918 - Hearts or Diamonds? (Henry King)
- 1918 - Up Romance Road (Henry King)
- 1918 - Hobbs in a Hurry (Henry King)
- 1918 - All the World to Nothing (Henry King)
- 1918 - Wives and Other Wives (Lloyd Ingraham)
- 1919 - When a Man Rides Alone (Henry King)
- 1919 - Where the West Begins (Henry King)
- 1919 - Brass Buttons (Henry King)
- 1919 - Some Liar (Henry King)
- 1919 - A Sporting Chance (Henry King)
- 1919 - This Hero Stuff (Henry King)
- 1919 - Six Feet Four (Henry King)
- 1919 - Victory (Maurice Tourneur)
- 1919 - The Beloved Cheater (Christy Cabanne)
- 1920 - Treasure Island (Maurice Tourneur)
- 1920 - The Great Redeemer (Maurice Tourneur en Clarence Brown)
- 1920 - The White Circle (Maurice Tourneur)
- 1920 - The Skywayman (James P. Hogan)
- 1920 - The Texan (Lynn Reynolds)
- 1920 - The Land of Jazz (Jules Furthman)
- 1921 - The Big Punch (John Ford)
- 1922 - Pawn Ticket 210 (Scott R. Dunlap)
- 1922 - Arabian Love (Jerome Storm)
- 1923 - St. Elmo (Jerome Storm)
- 1923 - North of Hudson Bay (John Ford)
- 1923 - The Acquittal (Clarence Brown)
- 1924 - Romola (Henry King)
- 1925 - Sackcloth and Scarlet (Henry King)
- 1925 - Any Woman (Henry King)
- 1926 - The Wise Guy (Frank Lloyd)
- 1926 - You'd Be Surprised (Arthur Rosson)
- 1927 - Hotel Imperial (Mauritz Stiller)
- 1927 - Casey at the Bat (Monte Brice)
- 1927 - Fashions for Women (Dorothy Arzner)
- 1927 - The Way of All Flesh (Victor Fleming)
- 1927 - Barbed Wire (Rowland V. Lee en Mauritz Stiller)
- 1927 - The City Gone Wild (James Cruze)
- 1928 - Abie's Irish Rose (Victor Fleming)
- 1928 - The Drag Net (Josef von Sternberg)
- 1928 - The Docks of New York (Josef von Sternberg)
- 1929 - The Case of Lena Smith (Josef von Sternberg)
- 1929 - Thunderbolt (Josef von Sternberg)
- 1929 - New York Nights (Lewis Milestone)
- 1930 - Common Clay (Victor Fleming)
- 1930 - Renegades (Victor Fleming)
- 1930 - Morocco (Josef von Sternberg)
- 1931 - Body and Soul (Alfred Santell)
- 1931 - Merely Mary Ann (Henry King)
- 1931 - The Yellow Ticket (Raoul Walsh)
- 1931 - Over the Hill (Henry King)
- 1932 - Shanghai Express (Josef von Sternberg)
- 1932 - Blonde Venus (Josef von Sternberg)
- 1933 - Bombshell (Victor Fleming)
- 1935 - China Seas (Tay Garnett)
- 1935 - Mutiny on the Bounty (Frank Lloyd)
- 1936 - Come and Get It (Howard Hawks en William Wyler)
- 1938 - Spawn of the North (Henry Hathaway)
- 1938 - Only Angels Have Wings (Howard Hawks)
- 1938 - Zaza (George Cukor)
- 1940 - The Way of All Flesh (Louis King)
- 1941 - The Shanghai Gesture (Josef von Sternberg)
- 1943 - The Outlaw (Howard Hughes)
- 1944 - To Have and Have Not (Howard Hawks)
- 1946 - The Big Sleep (Howard Hawks)
- 1947 - Moss Rose (Gregory Ratoff)
- 1947 - Nightmare Alley (Edmund Goulding)
- 1950 - Pretty Baby (Bretaigne Windust)
- 1951 - Peking Express (William Dieterle)
- 1957 - Jet Pilot (Josef von Sternberg)
- 1959 - Rio Bravo (Howard Hawks)

## Nominatie
- 1936 - Mutiny on the Bounty : Oscar voor beste bewerkte scenario

- Bibsys: 5034084
- Biblioteca Nacional de España: XX1055339
- Bibliothèque nationale de France: cb13973738x (data)
- CiNii: DA06532793
- Gemeinsame Normdatei: 14028463X
- International Standard Name Identifier: 0000 0001 2095 8572
- Library of Congress Control Number: n80013429
- Bibliotheek van het Japanse parlement: 00440343
- Nationale Bibliotheek van Tsjechië: pna2009505196
- Nationale Bibliotheek van Israël: 987007383748905171
- Nederlandse Thesaurus van Auteursnamen: 265763053
- Système universitaire de documentation: 060562366
- Union List of Artist Names: 500448863
- Virtual International Authority File: 30829299
- WorldCat: E39PBJgX98yB7MGHtcYbKRcMfq